# Sit
Sit är en ö i Kroatien.   Den ligger i länet Šibenik-Knins län, i den södra delen av landet, 220 km söder om huvudstaden Zagreb.